# Trichocera simonyi
Trichocera simonyi är en tvåvingeart som beskrevs av Josef Mik 1886. Trichocera simonyi ingår i släktet Trichocera och familjen vintermyggor.
Artens utbredningsområde är Österrike. Inga underarter finns listade i Catalogue of Life.